# Telma Abrahão
Telma Abrahão Nesi (Uberlândia,  31 de maio de 1977) é uma biomédica, escritora, especialista em Inteligência emocional e criadora da Educação Neuroconsciente. Tornou-se notória na área de Educação Parental por ser uma das brasileiras pioneiras a unir uma abordagem científica à educação dos filhos.
É autora do best-seller "Pais que evoluem” que entrou para a lista dos dez livros de não-ficção mais vendidos no Brasil em 2020, onde também foi lançado na versão em inglês com o título de "Evolving Parents" e está disponível para venda em mais de 10 países.

## Trajetória
Com formação em biomedicina pelo Centro Universitário Barão de Mauá (1998), Telma Abrahão é mãe de um casal de filhos, Lourenzo e Louise. Possui especialização em neurociências e em inteligência emocional, e se tornou uma das pioneiras no Brasil a unir ciência à educação dos filhos.
Durante sua trajetória, desenvolveu o conceito da Educação Neuroconsciente, que se trata de uma abordagem educacional que mescla as neurociências comportamentais, sociais e que leva em consideração a influência da biologia humana, na forma de educar uma criança, para que se torne um adulto emocionalmente saudável.
Durante anos, se dedica a estudar a relação entre a ciência e a educação dos filhos, além de ajudar milhares de pais pelo mundo, a mudarem o seu olhar para a infância através da compreensão de três pilares considerados fundamentais nesse conceito:
- Tomada de consciência
- Autoconhecimento
- Conhecimento

Outros de seus demais feitos está na fundação da escola para pais Positive Parenting Education, sediada no estado da Flórida, nos EUA, onde reside com sua família.

### Literatura
Como escritora, lançou o best-seller “Pais que evoluem”, que se tornou em 2020, um dos dez livros do gênero de não ficção mais vendidos no Brasil de acordo com a Publishnews, sendo a primeira autora de parentalidade a ficar por 13 semanas consecutivas neste ranking. Recentemente a obra foi traduzida para o inglês, ganhando o título de “Evolving Parents”, e passou a ser vendido no exterior, sendo comercializado em mais de 10 países ao redor do mundo.